# NGC 3492
NGC 3492 est une lointaine et vaste galaxie elliptique située dans la constellation du Lion. NGC 3492 a été découverte par l'astronome allemand Christian Peters en 1880.

## Caractéristiques

### Distance
Sa vitesse par rapport au fond diffus cosmologique est de 11 228 ± 51 km/s, ce qui correspond à une distance de Hubble de 166 ± 12 Mpc (∼541 millions d'al). 

### Paire de galaxies
En fait, NGC 3492 est une paire de galaxies. L'autre galaxie de la paire est PGC 83429. Le distance de cette est de 169 ± 12 Mpc (∼551 millions d'al)